# حارة الجوية (صنعاء)
الجوية هي إحدى حارات حي سدس احداق بمدينة الروضة شمال العاصمة اليمنية "صنعاء"، بلغ تعداد سكانها 208 نسمة حسب تعداد اليمن لعام 2004.